# Sneeuwleeuw
De sneeuwleeuw (Tibetaans: གངས་སེང་གེ་, Wylie: gangs seng ge) is een Tibetaans boeddhistisch fabeldier. Het vliegt over de bergen en is een van de Shambhala-terma's en vertegenwoordigt onbevreesdheid en onvoorwaardelijke opgewektheid. In China zelf wordt de sneeuwleeuw Rui-Shi genoemd.
In de Tibetaanse folklore bevat de melk van de sneeuwleeuw (Tibetaans: gangs sengemo) speciale voedingstoffen die het lichaam genezen en de harmonie herstellen. De melk symboliseert ook de dharma en de reinheid ervan.
De leeuw was een heilig en koninklijk symbool in veel oude culturen, vanaf het oude Egypte naar Griekenland, het Romeinse Rijk en oostwaarts richting Perzië, waarbij het uiteindelijk in de 2e eeuw via de zijderoute in India terechtkwam.
De tijger, garoeda (adelaar) en draak vormen met de sneeuwleeuw de 'vier waardigheden', die de Shambhala-krijger 'pawo' (hij die moedig is) zich eigen moet maken om het Windpaard Lungta (de energie van fundamentele goedheid) te wekken en te berijden. Op de Lungta vlag staat het Windpaard in het midden en de andere vier dieren in de hoeken, die de windrichtingen symboliseren.

## Tibetaanse vlag en wapen

Vlag van Tibet

Wapen van Tibet

In zowel het wapen van Tibet als de vlag van Tibet, worden onder meer twee sneeuwleeuwen vertoond. Beide werden ingevoerd door de dertiende dalai lama in 1912 en waren tot in de jaren '50 van de 20e eeuw in Tibet in gebruik. Na de invasie van Tibet door het Chinese Volksbevrijdingsleger en de erop volgende overgang naar Chinees bestuur werden ze binnen de grenzen van de Volksrepubliek China verboden en gezien als een separatistisch symbool. In Tibetaans ballingschap werden ze een teken van verzet.
In 2002 werd de documentaire Tibet: Cry of the Snow Lion uitgebracht van de Amerikaanse regisseur Tom Peosay, dat naast een beeld van de Tibetaanse cultuur, beelden bevat over de onderdrukking in Tibet.

## Kunst
In de boeddhistische kunst is de sneeuwleeuw de beschermer van Boeddha en in de schilderingen en standbeelden draagt hij vaak de troon van Boeddha: een aan de linker en een aan de rechterkant van de troon.
De sneeuwleeuw is gewoonlijk uitgebeeld in het wit met Turkooise manen. Sneeuwleeuwen zijn voornamelijk onzijdig qua geslacht, maar er zijn ook versies bekend waarin er een mannelijk of vrouwelijk dier is uitgebeeld. In een symmetrische afbeelding van een paar, staat de mannelijke sneeuwleeuw links en de vrouwelijke rechts.